# Przelewice (gromada)
Przelewice – dawna gromada, czyli najmniejsza jednostka podziału terytorialnego Polskiej Rzeczypospolitej Ludowej w latach 1954–1972.
Gromady, z gromadzkimi radami narodowymi (GRN) jako organami władzy najniższego stopnia na wsi, funkcjonowały od reformy reorganizującej administrację wiejską przeprowadzonej jesienią 1954 do momentu ich zniesienia z dniem 1 stycznia 1973, tym samym wypierając organizację gminną w latach 1954–1972.
Gromadę Przelewice z siedzibą GRN w Przelewicach utworzono – jako jedną z 8759 gromad na obszarze Polski – w powiecie pyrzyckim w woj. szczecińskim na mocy uchwały nr V/49/54 WRN w Szczecinie z dnia 5 października 1954. W skład jednostki weszły obszary dotychczasowych gromad Kluki, Kosin i Przelewice ze zniesionej gminy Przelewice w tymże powiecie. Dla gromady ustalono 14 członków gromadzkiej rady narodowej.
31 grudnia 1959 do gromady Przelewice włączono obszar zniesionej gromady Jesionowo w tymże powiecie.
1 stycznia 1969 do gromady Przelewice włączono miejscowości Czartowo, Gardziec, Kłodzino, Laskowo, Płońsko, Radlewo, Rosiny i Wołdowo ze zniesionej gromady Rosiny w tymże powiecie.
Gromada przetrwała do końca 1972 roku, czyli do kolejnej reformy gminnej. 1 stycznia 1973 w powiecie pyrzyckim reaktywowano gminę Przelewice.